# 長崎県道142号重尾長畑線
長崎県道142号重尾長畑線（ながさきけんどう142ごう しげおながはたせん）は、長崎県佐世保市を通る一般県道である。

## 概要
佐世保市重尾町から佐世保市長畑町に至る。幕藩体制からの街道であり、途中に番所峠がある。これは松浦藩と大村藩の境界になっていた。国道205号の建設により旧街道となった。

### 路線データ
- 起点：佐世保市重尾町（長崎県道222号平瀬佐世保線交点）
- 終点：佐世保市長畑町（長畑町交差点、国道205号交点）
- 総延長：3.986 km

## 路線状況

### 道路施設

#### 橋梁
- 小曲橋（金田川、佐世保市）
- 四郎丸橋（佐世保市）
- 原田橋（佐世保市）
- 上中江橋（宮村川、佐世保市）
- 下堀川橋（堀戸川、佐世保市）

## 地理

### 通過する自治体
- 佐世保市

### 交差する道路
| 交差する道路              | 交差する場所 | 交差する場所        |
| ------------------------- | ------------ | ------------------- |
| 長崎県道222号平瀬佐世保線 | 重尾町       | 起点                |
| 国道205号                 | 長畑町       | 長畑町交差点 / 終点 |

### 沿線
- 佐世保刑務所
- 西肥自動車 東部営業所
- 佐世保市立宮中学校
- 佐世保市立宮小学校

### 峠
- 番所峠（佐世保市）